# Misfah al Abriyyin
Misfah al Abriyyin o Misfah è un villaggio di montagna situato a nord del Sultanato dell'Oman, a Jebel Akhdar - il massiccio più alto e più centrale dei Monti Hajar -, a un'altitudine di circa 700 m.
È attaccato alla regione di Ad-Dākhilīyah e si trova non lontano dalla città di Al Hamra da dove è raggiungibile da una strada ripida.